# Figarola
Koordinati:   45°05′44″N, 13°37′15″E
Figarola je majhen nenaseljen otoček v Jadranskem morju. Pripada Hrvaški.
Figarola leži okoli 1,5 km severozahodno od mesta Rovinj v Istri. Površina otočka meri 0,029 km². Dolžina obalnega pasu je 0,75 km. Najvišja točka na otočku je visoka 14 mnm.